# Campionato mondiale di motocross 1997
Il campionato mondiale di motocross del 1997, fu la quarantunesima edizione, si è disputato su 15 prove dal 16 marzo al 13 settembre 1997.
Al termine della stagione il belga Joël Smets si è aggiudicato il titolo per la classe 500cc, l'altro belga Stefan Everts si è aggiudicato la 250cc e l'italiano Alessio Chiodi ha conquistato la classe 125cc.

## 500 cc

### Calendario
| Prova | Data      | Gran Premio                  | Località             | Vincitore gara 1 | Vincitore gara 2 | Vincitore GP     |
| ----- | --------- | ---------------------------- | -------------------- | ---------------- | ---------------- | ---------------- |
| 1     | 23 marzo  | Gran Premio di Belgio        | Lommel               | Jacky Martens    | Johan Boonen     | Avo Leok         |
| 2     | 6 aprile  | Gran Premio d'Italia         | Castiglione del Lago | Andrea Bartolini | Shayne King      | Andrea Bartolini |
| 3     | 27 aprile | Gran Premio di Svizzera      | Payerne              | Joël Smets       | Joël Smets       | Joël Smets       |
| 4     | 1º giugno | Gran Premio di Cechia        | Jinín                | Peter Johansson  | Peter Johansson  | Peter Johansson  |
| 5     | 8 giugno  | Gran Premio dei Paesi Bassi  | Halle                | Joël Smets       | annullata        | Joël Smets       |
| 6     | 29 giugno | Gran Premio di Svezia        | Uddevalla            | Joël Smets       | Joël Smets       | Joël Smets       |
| 7     | 6 luglio  | Gran Premio di Gran Bretagna | Hawkstone Park       | Jacky Martens    | Joël Smets       | Joël Smets       |
| 8     | 20 luglio | Gran Premio di Francia       | Laguépie             | Darryl King      | Shayne King      | Darryl King      |
| 9     | 3 agosto  | Gran Premio di Belgio        | Namur                | Andrea Bartolini | Darryl King      | Darryl King      |
| 10    | 10 agosto | Gran Premio di Lussemburgo   | Bockholtz            | Kurt Nicoll      | Andrea Bartolini | Kurt Nicoll      |
| 11    | 24 agosto | Gran Premio di Germania      | Holzgerlingen        | Darryl King      | Andrea Bartolini | Darryl King      |

### Classifica finale piloti
| Pos. | Pilota             | Moto      | Punti |
| ---- | ------------------ | --------- | ----- |
| 1    | Joël Smets         | Husaberg  | 294   |
| 2    | Darryl King        | Husqvarna | 237   |
| 3    | Shayne King        | KTM       | 229   |
| 4    | Kurt Nicoll        | KTM       | 229   |
| 5    | Andrea Bartolini   | Yamaha    | 204   |
| 6    | Peter Johansson    | Yamaha    | 185   |
| 7    | Gert-Jan Van Doorn | Honda     | 158   |
| 8    | Trampas Parker     | KTM       | 126   |
| 9    | Bernd Eckenbach    | Kawasaki  | 98    |
| 10   | Joan Boonen        | KTM       | 95    |

## 250 cc

### Calendario
| Prova | Data         | Gran Premio                       | Località             | Vincitore gara 1   | Vincitore gara 2   | Vincitore GP       |
| ----- | ------------ | --------------------------------- | -------------------- | ------------------ | ------------------ | ------------------ |
| 1     | 16 marzo     | Gran Premio di Spagna             | Talavera de la Reina | Sébastien Tortelli | Tallon Vohland     | Tallon Vohland     |
| 2     | 23 marzo     | Gran Premio del Portogallo        | Águeda               | Joakim Karlsson    | Stefan Everts      | Stefan Everts      |
| 3     | 13 aprile    | Gran Premio dei Paesi Bassi       | Valkenswaard         | Sébastien Tortelli | Marnicq Bervoets   | Marnicq Bervoets   |
| 4     | 20 aprile    | Gran Premio d'Italia              | Cingoli              | Sébastien Tortelli | Stefan Everts      | Sébastien Tortelli |
| 5     | 4 maggio     | Gran Premio di Francia            | Brou                 | Stefan Everts      | Sébastien Tortelli | Stefan Everts      |
| 6     | 11 maggio    | Gran Premio della Repubblica Ceca | Loket                | Stefan Everts      | Stefan Everts      | Stefan Everts      |
| 7     | 25 maggio    | Gran Premio di Gran Bretagna      | Foxhill              | Stefan Everts      | Stefan Everts      | Stefan Everts      |
| 8     | 8 giugno     | Gran Premio di San Marino         | Borgo Maggiore       | Stefan Everts      | Sébastien Tortelli | Sébastien Tortelli |
| 9     | 22 giugno    | Gran Premio del Belgio            | Kester               | Stefan Everts      | Stefan Everts      | Stefan Everts      |
| 10    | 6 luglio     | Gran Premio del Brasile           | Belo Horizonte       | Sébastien Tortelli | Stefan Everts      | Stefan Everts      |
| 11    | 13 luglio    | Gran Premio del Venezuela         | Maracay              | Stefan Everts      | Pit Beirer         | Stefan Everts      |
| 12    | 3 agosto     | Gran Premio d'Indonesia           | Bandung              | Yves Demaria       | Yves Demaria       | Yves Demaria       |
| 13    | 17 agosto    | Gran Premio di Polonia            | Gdynia               | Stefan Everts      | Yves Demaria       | Stefan Everts      |
| 14    | 31 agosto    | Gran Premio di Svizzera           | Roggenburg           | Stefan Everts      | Stefan Everts      | Stefan Everts      |
| 15    | 13 settembre | Gran Premio di Germania           | Gaildorf             | Stefan Everts      | Pit Beirer         | Pit Beirer         |

### Classifica finale piloti
| Pos. | Pilota             | Moto     | Punti |
| ---- | ------------------ | -------- | ----- |
| 1    | Stefan Everts      | Honda    | 528   |
| 2    | Marnicq Bervoets   | Suzuki   | 377   |
| 3    | Pit Beirer         | Honda    | 349   |
| 4    | Sébastien Tortelli | Kawasaki | 276   |
| 5    | Joakim Karlsson    | Honda    | 266   |
| 6    | Tallon Vohland     | Yamaha   | 264   |
| 7    | Werner Dewit       | Suzuki   | 234   |
| 8    | Frédéric Bolley    | Kawasaki | 225   |
| 9    | Yves Demaria       | Kawasaki | 213   |
| 10   | Peter Iven         | Kawasaki | 195   |

## 125 cc

### Calendario
| Prova | Data      | Gran Premio                  | Località             | Vincitore gara 1    | Vincitore gara 2 | Vincitore GP     |
| ----- | --------- | ---------------------------- | -------------------- | ------------------- | ---------------- | ---------------- |
| 1     | 23 marzo  | Gran Premio dell'Indonesia   | Yogyakarta           | Alessio Chiodi      | Alessio Chiodi   | Alessio Chiodi   |
| 2     | 13 aprile | Gran Premio di Francia       | Pernes-les-Fontaines | Alessio Chiodi      | Frédéric Vialle  | Frédéric Vialle  |
| 3     | 20 aprile | Gran Premio di Spagna        | Bellpuig             | Bobby Moore         | Alessandro Puzar | Bobby Moore      |
| 4     | 4 maggio  | Gran Premio di d'Austria     | Schwanenstadt        | Alessio Chiodi      | Alessandro Puzar | Alessandro Puzar |
| 5     | 11 maggio | Gran Premio d'Italia         | Maggiora             | Claudio Federici    | Alessandro Puzar | Alessandro Puzar |
| 6     | 25 maggio | Gran Premio di Gran Bretagna | Foxhill              | Alessio Chiodi      | Alessio Chiodi   | Alessio Chiodi   |
| 7     | 1º giugno | Gran Premio di Slovenia      | Orehova Vas          | Frédéric Vialle     | Claudio Federici | Claudio Federici |
| 8     | 22 giugno | Gran Premio di Germania      | Gerstetten           | Alessandro Puzar    | Frédéric Vialle  | Frédéric Vialle  |
| 9     | 13 luglio | Gran Premio di Finlandia     | Ruskeasanta          | Bobby Moore         | Alessio Chiodi   | Alessio Chiodi   |
| 10    | 10 agosto | Gran Premio di Slovacchia    | Veľké Uherce         | Philippe Dupasquier | Alessandro Puzar | Alessio Chiodi   |
| 11    | 17 agosto | Gran Premio del Belgio       | Neeroeteren          | Frédéric Vialle     | Frédéric Vialle  | Frédéric Vialle  |
| 12    | 31 agosto | Gran Premio dei Paesi Bassi  | Lierop               | Claudio Federici    | Alessio Chiodi   | Alessio Chiodi   |

### Classifica finale piloti
| Pos. | Pilota            | Moto      | Punti |
| ---- | ----------------- | --------- | ----- |
| 1    | Alessio Chiodi    | Yamaha    | 378   |
| 2    | Alessandro Puzar  | TM        | 338   |
| 3    | Claudio Federici  | Husqvarna | 251   |
| 4    | Frédéric Vialle   | Yamaha    | 218   |
| 5    | Mickaël Maschio   | Honda     | 163   |
| 6    | David Vuillemin   | Yamaha    | 163   |
| 7    | Bobby Moore       | Yamaha    | 125   |
| 8    | James Dobb        | Suzuki    | 118   |
| 9    | Thomas Traversini | Husqvarna | 106   |
| 10   | Luigi Seguy       | TM        | 101   |